# 제2차 아베 신조 내각
제2차 아베 신조 내각(第2次安倍晋三内閣)은 중의원 의원, 자유민주당 총재 아베 신조가 제96대 내각총리대신으로 임명되어, 2012년 12월 26일부터 2014년 9월 3일까지 존재한 일본의 내각이다.
자유민주당과 공명당의 연립 내각이다.

## 내각 조각의 배경
2012년 12월 16일에 실시된 제46회 중의원 의원 총선거에서 노다 요시히코 대표가 이끄는 여당인 민주당이 기존 230석의 1/4도 안되는 57석을 얻어 참패를 당한 반면 아베 신조 총재가 이끄는 제1 야당인 자유민주당은 2005년에 제44회 중의원 의원 총선거에서 296의석을 얻은 이후 두 번째가 되는 294석을 차지하여 압승을 거둬 공명당과 합하면 중의원 전체 의석의 2/3를 확보했다. 자유민주당과 공명당 양당이 연립 정권을 발족시키는 것으로 합의하고 같은 해 12월 26일에 소집된 특별국회에서 자유민주당의 아베 신조 총재를 수반으로서 옹립해 내각총리대신 지명 선거를 거친 뒤 내각을 발족했다.
자유민주당·공명당의 연립 정권으로서는 아소 내각 이후 약 3년 3개월 만에 재집권에 성공하면서 민주당 정권(민사국 연립 정권 → 민국 연립 정권)은 막을 내리게 됐고 한 번 퇴진한 총리가 다시 집권한 사례는 요시다 시게루(1947년 5월 퇴진 → 1948년 10월에 다시 재임) 전 총리 이후 64년 만이다.

## 국회 총리 지명 선거
| 중의원 내각총리대신 지명 선거 총 투표수 477표 중 과반수인 239표 득표 필요 | 중의원 내각총리대신 지명 선거 총 투표수 477표 중 과반수인 239표 득표 필요 | 중의원 내각총리대신 지명 선거 총 투표수 477표 중 과반수인 239표 득표 필요 | 중의원 내각총리대신 지명 선거 총 투표수 477표 중 과반수인 239표 득표 필요 |
| 내각총리대신 후보                                                         | 내각총리대신 후보                                                         | 득표수                                                                    | 득표수                                                                    |
| 내각총리대신 후보                                                         | 내각총리대신 후보                                                         | 정당별                                                                    | 총계                                                                      |
| ------------------------------------------------------------------------- | ------------------------------------------------------------------------- | ------------------------------------------------------------------------- | ------------------------------------------------------------------------- |
|                                                                           | 아베 신조                                                                 | 자유민주당(294), 공명당(31), 무소속(3)                                    | 328 / 480                                                                 |
|                                                                           | 가이에다 반리                                                             | 민주당(57)                                                                | 57 / 480                                                                  |
|                                                                           | 이시하라 신타로                                                           | 일본유신회(54)                                                            | 54 / 480                                                                  |
|                                                                           | 와타나베 요시미                                                           | 모두의 당(18)                                                             | 18 / 480                                                                  |
|                                                                           | 시이 가즈오                                                               | 일본공산당(8)                                                             | 8 / 480                                                                   |
|                                                                           | 모리 유코                                                                 | 생활의 당(7)                                                              | 7 / 480                                                                   |
|                                                                           | 후쿠시마 미즈호                                                           | 사회민주당(2)                                                             | 2 / 480                                                                   |
|                                                                           | 지미 쇼자부로                                                             | 국민신당(1)                                                               | 1 / 480                                                                   |
|                                                                           | 기권                                                                      | 무소속(2)                                                                 | 2 / 480                                                                   |
|                                                                           |                                                                           |                                                                           |                                                                           |
|                                                                           | 미투표                                                                    |                                                                           | 3 / 480                                                                   |
| 출처: 182nd Diet, December 26 House of Representatives plenary session    |                                                                           |                                                                           |                                                                           |

| 참의원 내각총리대신 지명 선거                        | 참의원 내각총리대신 지명 선거                        | 참의원 내각총리대신 지명 선거                        |                                                      |
| 내각총리대신 후보                                    | 내각총리대신 후보                                    | 득표수                                               | 득표수                                               |
| 1차 투표 총 투표수 234표 중 과반수인 118표 득표 필요 | 1차 투표 총 투표수 234표 중 과반수인 118표 득표 필요 | 1차 투표 총 투표수 234표 중 과반수인 118표 득표 필요 | 1차 투표 총 투표수 234표 중 과반수인 118표 득표 필요 |
| ---------------------------------------------------- | ---------------------------------------------------- | ---------------------------------------------------- | ---------------------------------------------------- |
|                                                      | 아베 신조                                            | 107 / 234                                            |                                                      |
|                                                      | 가이에다 반리                                        | 87 / 234                                             |                                                      |
|                                                      | 와타나베 요시미                                      | 11 / 234                                             |                                                      |
|                                                      | 모리 유코                                            | 8 / 234                                              |                                                      |
|                                                      | 시이 가즈오                                          | 6 / 234                                              |                                                      |
|                                                      | 후쿠시마 미즈호                                      | 5 / 234                                              |                                                      |
|                                                      | 지미 쇼자부로                                        | 3 / 234                                              |                                                      |
|                                                      | 이시하라 신타로                                      | 3 / 234                                              |                                                      |
|                                                      | 가메이 시즈카                                        | 1 / 234                                              |                                                      |
|                                                      | 기권                                                 | 3 / 234                                              |                                                      |
| 결선 투표 단순 다수 득표 필요                        |                                                      |                                                      |                                                      |
|                                                      | 아베 신조                                            | 107 / 234                                            |                                                      |
|                                                      | 가이에다 반리                                        | 96 / 234                                             |                                                      |
|                                                      | 무효                                                 | 1 / 234                                              |                                                      |
|                                                      | 기권                                                 | 30 / 234                                             |                                                      |
| 출처: First round result Runoff result               |                                                      |                                                      |                                                      |

## 인사에 관한 개요
- 아베 신조 총리는 이전에도 자유민주당 총재 및 총리대신을 맡았던 적이 있다(제90대, 제1차 아베 신조 내각·제1차 아베 신조 개조내각). 총리 경험자에 의한 자유민주당 총재의 재선은 자유민주당 역사상 최초이며 총리 재임은 1948년에 발족한 제2차 요시다 내각의 요시다 시게루 총리 이후다.
- 또, 요시다 시게루의 손자이기도 한 아소 다로 전 총리는 부총리로서 입각했지만 총리 경험자의 입각으로서는 오부치 게이조 내각의 미야자와 기이치가 대장대신으로서 입각(다음의 모리 내각까지), 제2차 모리 개조내각에서 하시모토 류타로가 오키나와 개발청 장관·행정개혁 담당 대신으로서 입각한 이후였다. 단(부총리가 후에 총리가 되는 경우는 여러 차례 있었다) 전직 총리가 부총리로서 재입각한 경우는 이것도 사상 최초이다.
- 전 총재에 해당하는 다니가키 사다카즈나 후임 총재를 결정하는 2012년 자유민주당 총재 선거에 입후보한 이시하라 노부테루와 하야시 요시마사는 입각했고 똑같이 입후보하여 결선 투표에서 패한 이시바 시게루는 당간사장으로 유임됐다.
- 첫 입각자는 10명, 재입각자는 8명이며 이 중 아소, 아마리, 기시다, 스가 등 4명은 첫 번째의 아베 정권(제1차 아베 신조 내각, 제1차 아베 신조 개조내각)에서도 각료를 맡은 적이 있었다. 그리고 제1차 아베 신조 개조내각에서 각료를 맡았던 고무라 마사히코는 당부총재로 유임됐다.
- 연립 여당인 공명당에서는 오타 아키히로 전 대표가 국토교통대신으로 입각했다.
- 오부치 게이조 전 총리의 딸인 오부치 유코 전 저출산 대책 담당상은 내각이 발족될 때까지 입각 내정자로 올라와 있었지만 각료 조정에 의해 국무 대신이 아닌 재무 부대신으로 발탁됐다.

## 국무대신
| 직책                                                                                    | 성명              | 성명 | 소속                              | 특기 사항 | 비고                |
| --------------------------------------------------------------------------------------- | ----------------- | ---- | --------------------------------- | --- | ------------------- |
| 내각총리대신                                                                            | 아베 신조         |      | 중의원 자유민주당 (마치무라파)    | | 자유민주당 총재     |
| 부총리 재무대신 내각부 특명담당대신 (금융 담당)                                         | 아소 다로         |      | 중의원 자유민주당 (아소파)        | 디플레이션 탈출 담당 엔고 대책 담당 내각총리대신 임시 대리 취임 순위 제1위(부총리)                                 |                     |
| 총무대신 내각부 특명담당대신 (국가 전략 특별 구역 담당) (지방 분권 개혁 담당)           | 신도 요시타카     |      | 중의원 자유민주당 (누카가파)      | 지역 활성화 담당 도주제 담당                                                                                       | 첫 입각             |
| 법무대신                                                                                | 다니가키 사다카즈 |      | 중의원 자유민주당 (다니가키 그룹) | 내각총리대신 임시 대리 취임 순위 제3위                                                                             |                     |
| 외무대신                                                                                | 기시다 후미오     |      | 중의원 자유민주당 (기시다파)      | |                     |
| 문부과학대신                                                                            | 시모무라 하쿠분   |      | 중의원 자유민주당 (마치무라파)    | 교육 재생 담당 국립국회도서관 연락조정위원회 위원 도쿄 올림픽·패럴림픽 담당                                        | 첫 입각             |
| 후생노동대신                                                                            | 다무라 노리히사   |      | 중의원 자유민주당 (누카가파)      | | 첫 입각             |
| 농림수산대신                                                                            | 하야시 요시마사   |      | 참의원 자유민주당 (기시다파)      | |                     |
| 경제산업대신 내각부 특명담당대신 (원자력 손해배상 지원 기구 담당)                       | 모테기 도시미쓰   |      | 중의원 자유민주당 (누카가파)      | 원자력 경제 피해 담당 산업 경쟁력 담당                                                                             |                     |
| 국토교통대신                                                                            | 오타 아키히로     |      | 중의원 공명당                     | 물순환 정책 담당                                                                                                   | 첫 입각 공명당 의장 |
| 환경대신 내각부 특명담당대신 (원자력 방재 담당)                                         | 이시하라 노부테루 |      | 중의원 자유민주당 (이시하라파)    | 내각총리대신 임시 대리 취임 순위 제5위                                                                             |                     |
| 방위대신                                                                                | 오노데라 이쓰노리 |      | 중의원 자유민주당 (기시다파)      | | 첫 입각             |
| 내각관방장관                                                                            | 스가 요시히데     |      | 중의원 자유민주당 (무파벌)        | 국가 안전 보장 강화 담당 내각총리대신 임시 대리 취임 순위 제2위                                                    |                     |
| 부흥대신                                                                                | 네모토 다쿠미     |      | 중의원 자유민주당 (기시다파)      | 후쿠시마 원자력 발전 사고 재생 총괄 담당                                                                           | 첫 입각             |
| 국가공안위원회 위원장 내각부 특명담당대신 (방재 담당)                                   | 후루야 게이지     |      | 중의원 자유민주당 (니카이파)      | 납치 문제 담당 국토강인화 담당                                                                                     | 첫 입각             |
| 내각부 특명담당대신 (오키나와 및 북방 대책 담당) (과학 기술 정책 담당) (우주 정책 담당) | 야마모토 이치타   |      | 참의원 자유민주당 (무파벌)        | 정보통신기술(IT) 정책 담당 해양 정책 담당 영토 문제 담당                                                           | 첫 입각             |
| 내각부 특명담당대신 (소비자 및 식품 안전 담당) (저출산 대책 담당) (남녀 공동 참가 담당) | 모리 마사코       |      | 참의원 자유민주당 (마치무라파)    | 여성 활력 담당 육아 지원 담당 자살 대책 담당 원자력 발전 풍평 담당 특정비밀보호법안 담당                           | 첫 입각             |
| 내각부 특명담당대신 (경제 재정 정책 담당)                                               | 아마리 아키라     |      | 중의원 자유민주당 (무파벌)        | 경제 재생 담당 사회 보장·세금 일체 개혁 담당 환태평양 경제 동반자 협정 담당 내각총리대신 임시 대리 취임 순위 제4위 |                     |
| 내각부 특명담당대신 (규제 개혁 담당)                                                    | 이나다 도모미     |      | 중의원 자유민주당 (마치무라파)    | 행정 개혁 담당 공무원 제도 개혁 담당 국가 공무원 제도 담당 재도전 담당 쿨 재팬 전략 담당                           | 첫 입각             |

- 2012년 12월 26일 임명.

## 내각관방부장관·내각법제국 장관
| 직책            | 성명              | 주요 경력                                | 비고                                     |
| --------------- | ----------------- | ---------------------------------------- | ---------------------------------------- |
| 내각관방부장관  | 가토 가쓰노부     | 중의원 / 자유민주당(누카가파)            |                                          |
| 내각관방부장관  | 세코 히로시게     | 참의원 / 자유민주당(마치무라파)          |                                          |
| 내각관방부장관  | 스기타 가즈히로   | 전 내각위기관리감 / 경찰청               |                                          |
| 내각법제국 장관 | 야마모토 쓰네유키 | 전 내각법제차장 / 통상산업성             | 2013년 8월 8일 퇴임                      |
| 내각법제국 장관 | 고마쓰 이치로     | 전 주프랑스 공화국 특명전권대사 / 외무성 | 2013년 8월 8일 임명 2014년 5월 16일 퇴임 |
| 내각법제국 장관 | 요코바타케 유스케 | 전 내각법제차장 / 검찰청                 | 2014년 5월 16일 임명                     |

## 부대신
| 직책            | 성명              | 소속                               | 비고                                      |
| --------------- | ----------------- | ---------------------------------- | ----------------------------------------- |
| 부흥 부대신     | 다니 고이치       | 중의원 / 자유민주당(니카이파)      |                                           |
| 부흥 부대신     | 하마다 마사요시   | 참의원 / 공명당                    |                                           |
| 부흥 부대신     | 아키바 겐야       | 중의원 / 자유민주당(무파벌)        | 후생노동 부대신 겸임 2013년 9월 30일 퇴임 |
| 부흥 부대신     | 데라다 미노루     | 중의원 / 자유민주당(기시다파)      | 내각부 부대신 겸임 2013년 9월 30일 퇴임   |
| 부흥 부대신     | 아이치 지로       | 참의원 / 자유민주당(무파벌)        | 재무 부대신 겸임 2013년 9월 30일 임명     |
| 부흥 부대신     | 오카다 히로시     | 참의원 / 자유민주당(무파벌)        | 내각부 부대신 겸임 2013년 9월 30일 임명   |
| 내각부 부대신   | 다테 주이치       | 참의원 / 자유민주당(마치무라파)    | 2013년 9월 30일 퇴임                      |
| 내각부 부대신   | 니시무라 야스토시 | 중의원 / 자유민주당(마치무라파)    |                                           |
| 내각부 부대신   | 데라다 미노루     | 데라다 미노루                      | 부흥 부대신 겸임 2013년 9월 30일 퇴임     |
| 내각부 부대신   | 사카모토 데쓰시   | 중의원 / 자유민주당(이시하라파)    | 총무 부대신 겸임 2013년 9월 30일 퇴임     |
| 내각부 부대신   | 아카바 가즈요시   | 중의원 / 공명당                    | 경제산업 부대신 겸임                      |
| 내각부 부대신   | 이노우에 신지     | 중의원 / 자유민주당(아소파)        | 환경 부대신 겸임                          |
| 내각부 부대신   | 고토다 마사즈미   | 중의원 / 자유민주당(무파벌)        | 2013년 9월 30일 임명                      |
| 내각부 부대신   | 오카다 히로시     | 오카다 히로시                      | 부흥 부대신 겸임 2013년 9월 30일 임명     |
| 내각부 부대신   | 세키구치 마사카즈 | 참의원 / 자유민주당(누카가파)      | 총무 부대신 겸임 2013년 9월 30일 임명     |
| 총무 부대신     | 시바야마 마사히코 | 중의원 / 자유민주당(마치무라파)    | 2013년 9월 30일 퇴임                      |
| 총무 부대신     | 사카모토 데쓰시   | 사카모토 데쓰시                    | 내각부 부대신 겸임 2013년 9월 30일 퇴임   |
| 총무 부대신     | 가미카와 요코     | 중의원 / 자유민주당(기시다파)      | 2013년 9월 30일 임명                      |
| 총무 부대신     | 세키구치 마사카즈 | 세키구치 마사카즈                  | 내각부 부대신 겸임 2013년 9월 30일 임명   |
| 법무 부대신     | 고토 시게유키     | 중의원 / 자유민주당(무파벌)        | 2013년 9월 30일 퇴임                      |
| 법무 부대신     | 오쿠노 신스케     | 중의원 / 자유민주당(마치무라파)    | 2013년 9월 30일 임명                      |
| 외무 부대신     | 스즈키 슌이치     | 중의원 / 자유민주당(기시다파)      | 2013년 9월 30일 퇴임                      |
| 외무 부대신     | 마쓰야마 마사지   | 참의원 / 자유민주당(기시다파)      | 2013년 9월 30일 퇴임                      |
| 외무 부대신     | 기시 노부오       | 중의원 / 자유민주당(마치무라파)    | 2013년 9월 30일 임명                      |
| 외무 부대신     | 미쓰야 노리오     | 중의원 / 자유민주당(다니가키 그룹) | 2013년 9월 30일 임명                      |
| 재무 부대신     | 오부치 유코       | 중의원 / 자유민주당(누카가파)      | 2013년 9월 30일 퇴임                      |
| 재무 부대신     | 야마구치 슌이치   | 중의원 / 자유민주당(아소파)        | 2013년 9월 30일 퇴임                      |
| 재무 부대신     | 후루카와 요시히사 | 중의원 / 자유민주당(무파벌)        | 2013년 9월 30일 임명                      |
| 재무 부대신     | 아이치 지로       | 아이치 지로                        | 부흥 부대신 겸임 2013년 9월 30일 임명     |
| 문부과학 부대신 | 다니가와 야이치   | 중의원 / 자유민주당(마치무라파)    | 2013년 9월 30일 퇴임                      |
| 문부과학 부대신 | 후쿠이 데루       | 중의원 / 자유민주당(기시다파)      | 2013년 9월 30일 퇴임                      |
| 문부과학 부대신 | 사쿠라다 요시타카 | 중의원 / 자유민주당(누카가파)      | 2013년 9월 30일 임명                      |
| 문부과학 부대신 | 니시카와 교코     | 중의원 / 자유민주당(아소파)        | 2013년 9월 30일 임명                      |
| 후생노동 부대신 | 마스야 게이고     | 중의원 / 공명당                    | 2013년 9월 20일 퇴임                      |
| 후생노동 부대신 | 아키바 겐야       | 아키바 겐야                        | 부흥 부대신 겸임 2013년 9월 30일 퇴임     |
| 후생노동 부대신 | 사토 시게키       | 중의원 / 공명당                    | 2013년 9월 20일 임명                      |
| 후생노동 부대신 | 쓰치야 시나코     | 중의원 / 자유민주당(무파벌)        | 2013년 9월 30일 임명                      |
| 농림수산 부대신 | 에토 다쿠         | 중의원 / 자유민주당(무파벌)        |                                           |
| 농림수산 부대신 | 가지야 요시토     | 중의원 / 자유민주당(기시다파)      | 2013년 9월 30일 퇴임                      |
| 농림수산 부대신 | 요시카와 다카모리 | 중의원 / 자유민주당(누카가파)      | 2013년 9월 30일 임명                      |
| 경제산업 부대신 | 스가와라 잇슈     | 중의원 / 자유민주당(무파벌)        | 2013년 9월 30일 퇴임                      |
| 경제산업 부대신 | 아카바 가즈요시   | 아카바 가즈요시                    | 내각부 부대신 겸임                        |
| 경제산업 부대신 | 마쓰시마 미도리   | 중의원 / 자유민주당(마치무라파)    | 2013년 9월 30일 임명                      |
| 국토교통 부대신 | 가지야마 히로시   | 중의원 / 자유민주당(무파벌)        | 2013년 9월 30일 퇴임                      |
| 국토교통 부대신 | 쓰루호 요스케     | 참의원 / 자유민주당(니카이파)      | 2013년 9월 30일 퇴임                      |
| 국토교통 부대신 | 다카기 쓰요시     | 중의원 / 자유민주당(마치무라파)    | 2013년 9월 30일 임명                      |
| 국토교통 부대신 | 노가미 고타로     | 참의원 / 자유민주당(마치무라파)    | 2013년 9월 30일 임명                      |
| 환경 부대신     | 다나카 가즈노리   | 중의원 / 자유민주당(무파벌)        | 2013년 9월 30일 퇴임                      |
| 환경 부대신     | 이노우에 신지     | 이노우에 신지                      | 내각부 부대신 겸임                        |
| 환경 부대신     | 기타가와 도모카쓰 | 중의원 / 자유민주당(오시마파)      | 2013년 9월 30일 임명                      |
| 방위 부대신     | 에토 아키노리     | 중의원 / 자유민주당(오시마파)      | 2013년 9월 30일 퇴임                      |
| 방위 부대신     | 다케다 료타       | 중의원 / 자유민주당(무파벌)        | 2013년 9월 30일 임명                      |

## 대신 정무관
| 직책                | 성명                | 소속                               | 비고                                          |
| ------------------- | ------------------- | ---------------------------------- | --------------------------------------------- |
| 부흥대신 정무관     | 가메오카 요시타미   | 중의원 / 자유민주당(마치무라파)    | 내각부대신 정무관 겸임                        |
| 부흥대신 정무관     | 시마지리 아이코     | 참의원 / 자유민주당(누카가파)      | 내각부대신 정무관 겸임 2013년 9월 30일 퇴임   |
| 부흥대신 정무관     | 나가시마 다다요시   | 중의원 / 자유민주당(니카이파)      | 농림수산대신 정무관 겸임 2013년 9월 30일 퇴임 |
| 부흥대신 정무관     | 도쿠다 다케시       | 중의원 / 자유민주당(다니가키 그룹) | 국토교통대신 정무관 겸임 2013년 2월 4일 퇴임  |
| 부흥대신 정무관     | 사카이 마나부       | 중의원 / 자유민주당(무파벌)        | 국토교통대신 정무관 겸임 2013년 2월 6일 임명  |
| 부흥대신 정무관     | 고이즈미 신지로     | 중의원 / 자유민주당(무파벌)        | 내각부대신 정무관 겸임 2013년 9월 30일 임명   |
| 부흥대신 정무관     | 후쿠오카 다카마로   | 참의원 / 자유민주당(누카가파)      | 내각부대신 정무관 겸임 2013년 9월 30일 임명   |
| 내각부대신 정무관   | 야마기와 다이시로   | 중의원 / 자유민주당(이시하라파)    | 2013년 9월 30일 퇴임                          |
| 내각부대신 정무관   | 가메오카 요시타미   | 가메오카 요시타미                  | 부흥대신 정무관 겸임                          |
| 내각부대신 정무관   | 시마지리 아이코     | 시마지리 아이코                    | 부흥대신 정무관 겸임 2013년 9월 30일 퇴임     |
| 내각부대신 정무관   | 기타무라 시게오     | 중의원 / 자유민주당(마치무라파)    | 총무대신 정무관 겸임 2013년 9월 30일 퇴임     |
| 내각부대신 정무관   | 다이라 마사아키     | 중의원 / 자유민주당(무파벌)        | 경제산업대신 정무관 겸임 2013년 9월 30일 퇴임 |
| 내각부대신 정무관   | 아키노 고조         | 참의원 / 공명당                    | 환경대신 정무관 겸임 2013년 9월 30일 퇴임     |
| 내각부대신 정무관   | 고이즈미 신지로     | 고이즈미 신지로                    | 부흥대신 정무관 겸임 2013년 9월 30일 임명     |
| 내각부대신 정무관   | 후쿠오카 다카마로   | 후쿠오카 다카마로                  | 부흥대신 정무관 겸임 2013년 9월 30일 임명     |
| 내각부대신 정무관   | 마쓰모토 후미아키   | 중의원 / 자유민주당(마치무라파)    | 총무대신 정무관 겸임 2013년 9월 30일 임명     |
| 내각부대신 정무관   | 이토 다다히코       | 중의원 / 자유민주당(니카이파)      | 총무대신 정무관 겸임 2013년 9월 30일 임명     |
| 내각부대신 정무관   | 이소자키 요시히코   | 참의원 / 자유민주당(기시다파)      | 경제산업대신 정무관 겸임 2013년 9월 30일 임명 |
| 내각부대신 정무관   | 우키시마 도모코     | 중의원 / 공명당                    | 환경대신 정무관 겸임 2013년 9월 30일 임명     |
| 총무대신 정무관     | 다치바나 게이이치로 | 중의원 / 자유민주당(무파벌)        | 2013년 9월 30일 퇴임                          |
| 총무대신 정무관     | 마쓰모토 후미아키   | 마쓰모토 후미아키                  | 내각부대신 정무관 겸임 2013년 9월 30일 임명   |
| 총무대신 정무관     | 가타야마 사쓰키     | 참의원 / 자유민주당(니카이파)      | 2013년 9월 30일 퇴임                          |
| 총무대신 정무관     | 기타무라 시게오     | 기타무라 시게오                    | 내각부대신 정무관 겸임 2013년 9월 30일 퇴임   |
| 총무대신 정무관     | 후지카와 마사히토   | 참의원 / 자유민주당(아소파)        | 2013년 9월 30일 임명                          |
| 총무대신 정무관     | 이토 다다히코       | 이토 다다히코                      | 내각부대신 정무관 겸임 2013년 9월 30일 임명   |
| 법무대신 정무관     | 모리야마 마사히토   | 중의원 / 자유민주당(기시다파)      | 2013년 9월 30일 퇴임                          |
| 법무대신 정무관     | 히라구치 히로시     | 중의원 / 자유민주당(누카가파)      | 2013년 9월 30일 임명                          |
| 외무대신 정무관     | 아베 도시코         | 중의원 / 자유민주당(다니가키 그룹) | 2013년 9월 30일 퇴임                          |
| 외무대신 정무관     | 기우치 미노루       | 중의원 / 자유민주당(무파벌)        | 2013년 9월 30일 퇴임                          |
| 외무대신 정무관     | 와카바야시 겐타     | 참의원 / 자유민주당(마치무라파)    | 2013년 9월 30일 퇴임                          |
| 외무대신 정무관     | 이시하라 히로타카   | 중의원 / 자유민주당(이시하라파)    | 2013년 9월 30일 임명                          |
| 외무대신 정무관     | 기하라 세이지       | 중의원 / 자유민주당(기시다파)      | 2013년 9월 30일 임명                          |
| 외무대신 정무관     | 마키노 다카오       | 참의원 / 자유민주당(누카가파)      | 2013년 9월 30일 임명                          |
| 재무대신 정무관     | 이토 요시타카       | 중의원 / 자유민주당(니카이파)      | 2013년 9월 30일 퇴임                          |
| 재무대신 정무관     | 다케우치 유즈루     | 중의원 / 공명당                    | 2013년 9월 30일 퇴임                          |
| 재무대신 정무관     | 하나시 야스히로     | 중의원 / 자유민주당(기시다파)      | 2013년 9월 30일 임명                          |
| 재무대신 정무관     | 야마모토 히로시     | 참의원 / 공명당                    | 2013년 9월 30일 임명                          |
| 문부과학대신 정무관 | 니와 히데키         | 중의원 / 자유민주당(오시마파)      | 2013년 9월 30일 퇴임                          |
| 문부과학대신 정무관 | 요시이에 히로유키   | 중의원 / 자유민주당(마치무라파)    | 2013년 9월 30일 퇴임                          |
| 문부과학대신 정무관 | 도미오카 쓰토무     | 중의원 / 자유민주당(이시하라파)    | 2013년 9월 30일 임명                          |
| 문부과학대신 정무관 | 우에노 미치코       | 참의원 / 자유민주당(무파벌)        | 2013년 9월 30일 임명                          |
| 후생노동대신 정무관 | 도카시키 나오미     | 중의원 / 자유민주당(누카가파)      | 2013년 9월 30일 퇴임                          |
| 후생노동대신 정무관 | 마루카와 다마요     | 참의원 / 자유민주당(마치무라파)    | 2013년 9월 30일 퇴임                          |
| 후생노동대신 정무관 | 다카토리 슈이치     | 중의원 / 자유민주당(마치무라파)    | 2013년 9월 30일 임명                          |
| 후생노동대신 정무관 | 아카이시 기요미     | 참의원 / 자유민주당(마치무라파)    | 2013년 9월 30일 임명                          |
| 농림수산대신 정무관 | 이나쓰 히사시       | 중의원 / 공명당                    | 2013년 9월 30일 퇴임                          |
| 농림수산대신 정무관 | 나가시마 다다요시   | 나가시마 다다요시                  | 부흥대신 정무관 겸임 2013년 9월 30일 퇴임     |
| 농림수산대신 정무관 | 오자토 야스히로     | 중의원 / 자유민주당(다니가키 그룹) | 2013년 9월 30일 임명                          |
| 농림수산대신 정무관 | 요코야마 신이치     | 참의원 / 공명당                    | 2013년 9월 30일 임명                          |
| 경제산업대신 정무관 | 사토 유카리         | 참의원 / 자유민주당(무파벌)        | 2013년 9월 30일 퇴임                          |
| 경제산업대신 정무관 | 다나카 료세이       | 중의원 / 자유민주당(무파벌)        | 2013년 9월 30일 임명                          |
| 경제산업대신 정무관 | 다이라 마사아키     | 다이라 마사아키                    | 내각부대신 정무관 겸임 2013년 9월 30일 퇴임   |
| 경제산업대신 정무관 | 이소자키 요시히코   | 이소자키 요시히코                  | 내각부대신 정무관 겸임 2013년 9월 30일 임명   |
| 국토교통대신 정무관 | 아카자와 료세이     | 중의원 / 자유민주당(무파벌)        | 2013년 9월 30일 퇴임                          |
| 국토교통대신 정무관 | 마쓰시타 신페이     | 참의원 / 자유민주당(다니가키 그룹) | 2013년 9월 30일 퇴임                          |
| 국토교통대신 정무관 | 도쿠다 다케시       | 도쿠다 다케시                      | 부흥대신 정무관 겸임 2013년 2월 4일 퇴임      |
| 국토교통대신 정무관 | 도이 도루           | 중의원 / 자유민주당(마치무라파)    | 2013년 9월 30일 임명                          |
| 국토교통대신 정무관 | 나카하라 야이치     | 참의원 / 자유민주당(니카이파)      | 2013년 9월 30일 임명                          |
| 국토교통대신 정무관 | 사카이 마나부       | 사카이 마나부                      | 부흥대신 정무관 겸임 2013년 2월 6일 임명      |
| 환경대신 정무관     | 사이토 겐           | 중의원 / 자유민주당(무파벌)        | 2013년 9월 30일 퇴임                          |
| 환경대신 정무관     | 마키하라 히데키     | 중의원 / 자유민주당(무파벌)        | 2013년 9월 30일 임명                          |
| 환경대신 정무관     | 아키노 고조         | 아키노 고조                        | 내각부대신 정무관 겸임 2013년 9월 30일 퇴임   |
| 환경대신 정무관     | 우키시마 도모코     | 우키시마 도모코                    | 내각부대신 정무관 겸임 2013년 9월 30일 임명   |
| 방위대신 정무관     | 사토 아키라         | 중의원 / 자유민주당(기시다파)      | 2013년 9월 30일 퇴임                          |
| 방위대신 정무관     | 사토 마사히사       | 참의원 / 자유민주당(누카가파)      | 2013년 9월 30일 퇴임                          |
| 방위대신 정무관     | 기하라 미노루       | 중의원 / 자유민주당(누카가파)      | 2013년 9월 30일 임명                          |
| 방위대신 정무관     | 와카미야 겐지       | 중의원 / 자유민주당(누카가파)      | 2013년 9월 30일 임명                          |

## 내각총리대신 보좌관
| 직책                                                                             | 성명              | 소속                          | 비고                 |
| -------------------------------------------------------------------------------- | ----------------- | ----------------------------- | -------------------- |
| 내각총리대신 보좌관 (고향 담당)                                                  | 기무라 다로       | 중의원 자유민주당(마치무라파) |                      |
| 내각총리대신 보좌관 (국가 안전 보장 회의 및 선거 제도 담당)                      | 이소자키 요스케   | 참의원 자유민주당(마치무라파) | 2014년 1월 7일까지   |
| 내각총리대신 보좌관 (국가 안전 보장에 관한 중요 정책 및 선거 제도 담당)          | 이소자키 요스케   | 이소자키 요스케               | 2014년 1월 7일부터   |
| 내각총리대신 보좌관 (국정의 중요 과제 담당)                                      | 에토 세이이치     | 참의원 자유민주당(니카이파)   |                      |
| 내각총리대신 보좌관 (정책 기획 담당)                                             | 하세가와 에이이치 | 민간                          | 내각홍보관 겸임      |
| 내각총리대신 보좌관 (국토강인화 및 부흥 등의 사회 자본 정비 및 지역 활성화 담당) | 이즈미 히로토     | 민간 전 내각관방참여          | 2013년 1월 21일 임명 |

### 주해
1. ↑  내각부 특명담당대신(국가 전략 특별 구역 담당) 발령은 2013년 12월 13일.
2. 1 2  국가 공무원 제도 담당 대신의 발령은 2014년 5월 30일이며, 그 이전에는 공무원 제도 개혁 담당 대신의 직무가 발령됐다.

### 출전
1. 1 2  衆院選の議席確定、自民294　民主57・維新は54 - 니혼케이자이 신문, 2012년 12월 17일